# Rat-taupe nu
Heterocephalus glaber · Hétérocéphale
Pour les articles homonymes, voir Rat-taupe.
Sous-famille
Genre
Espèce
Statut de conservation UICN

 LC  : Préoccupation mineure
Répartition géographique
L'Hétérocéphale (Heterocephalus glaber), aussi appelé Rat-taupe nu ou Rat-taupe glabre, est la seule espèce du genre Heterocephalus et de la sous-famille des Heterocephalinae. C'est une espèce de petits rongeurs, présente en Afrique de l'Est (Somalie, Kenya, Éthiopie) et remarquable sur plusieurs points dont son organisation sociale, sa régulation de température limitée, sa capacité de reproduction, sa résistance aux maladies (cancers...) ou encore sa longévité qui peut dépasser 30 ans en captivité.

## Description
Le rat-taupe mesure de 8 à 33 cm de long auxquels s'ajoute une queue pouvant aller jusqu'à 8 cm. Sa masse peut varier de 28 g à 1,5 kg.
Les rats-taupes nus ont une tête aux muscles de la mâchoire particulièrement développés, avec de grandes incisives proéminentes qu'ils utilisent pour forer leurs galeries. Une très grande partie de leur cerveau est d'ailleurs dévolue au contrôle et à la sensibilité de la bouche. Leurs yeux sont pratiquement atrophiés et leurs oreilles minuscules se limitent à une petite ouverture qu'ils peuvent obturer pour éviter que la terre y pénètre.
Ils sont pratiquement glabres, à la peau rosée et translucide, à l'exception de la tête et de la queue qui possèdent des vibrisses (longs poils sensitifs) et des pattes qui portent des poils entre les orteils, ce qui leur confère un aspect esthétique assez impressionnant en comparaison avec d'autres espèces de rongeurs.
Adaptés à leur mode de vie souterrain, leurs capacités visuelles sont atrophiées mais leur odorat et leur ouïe sont bien développés. Ils sont aussi particulièrement sensibles aux vibrations du sol et aux courants d'air.

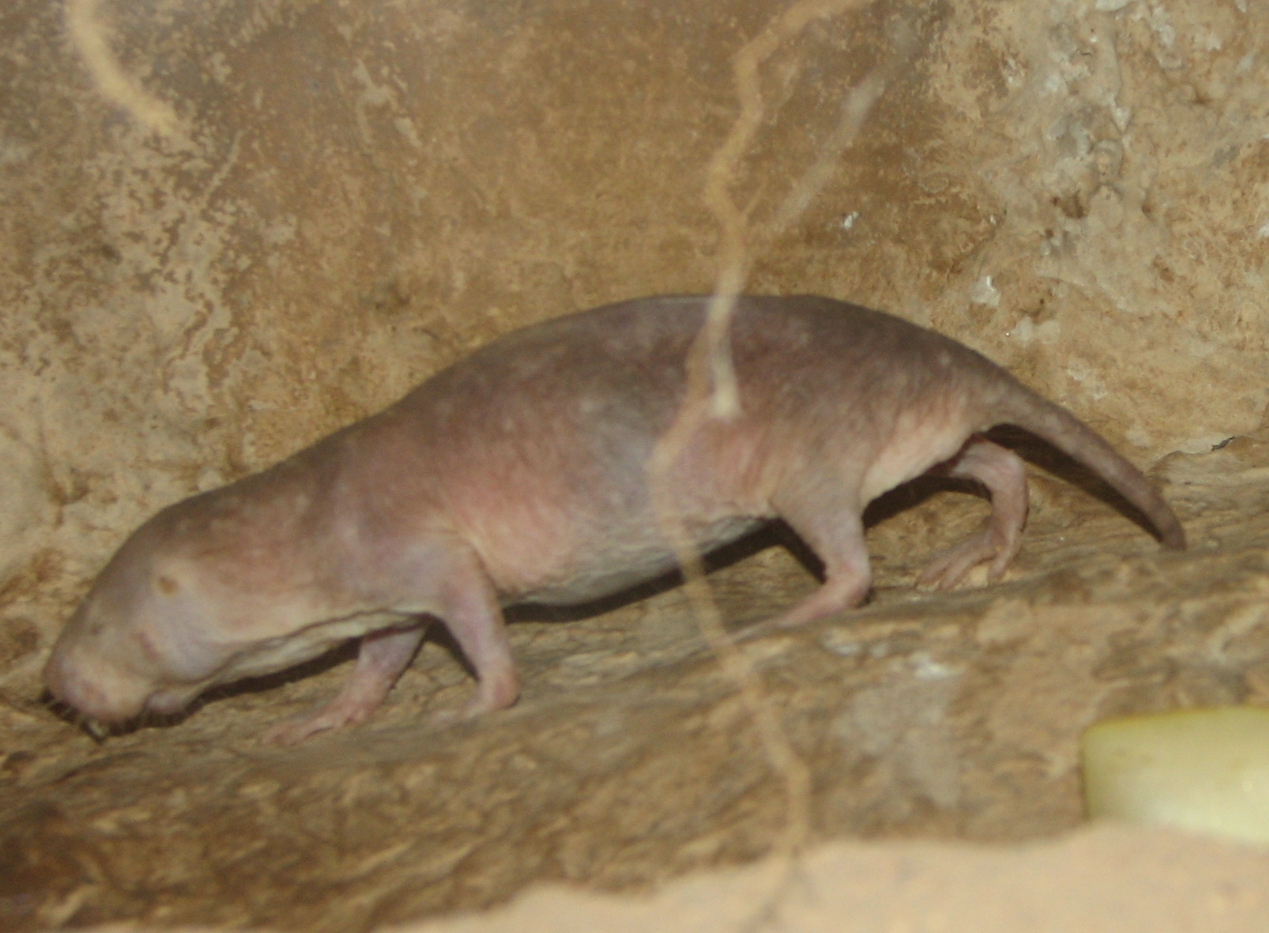
Allure générale.
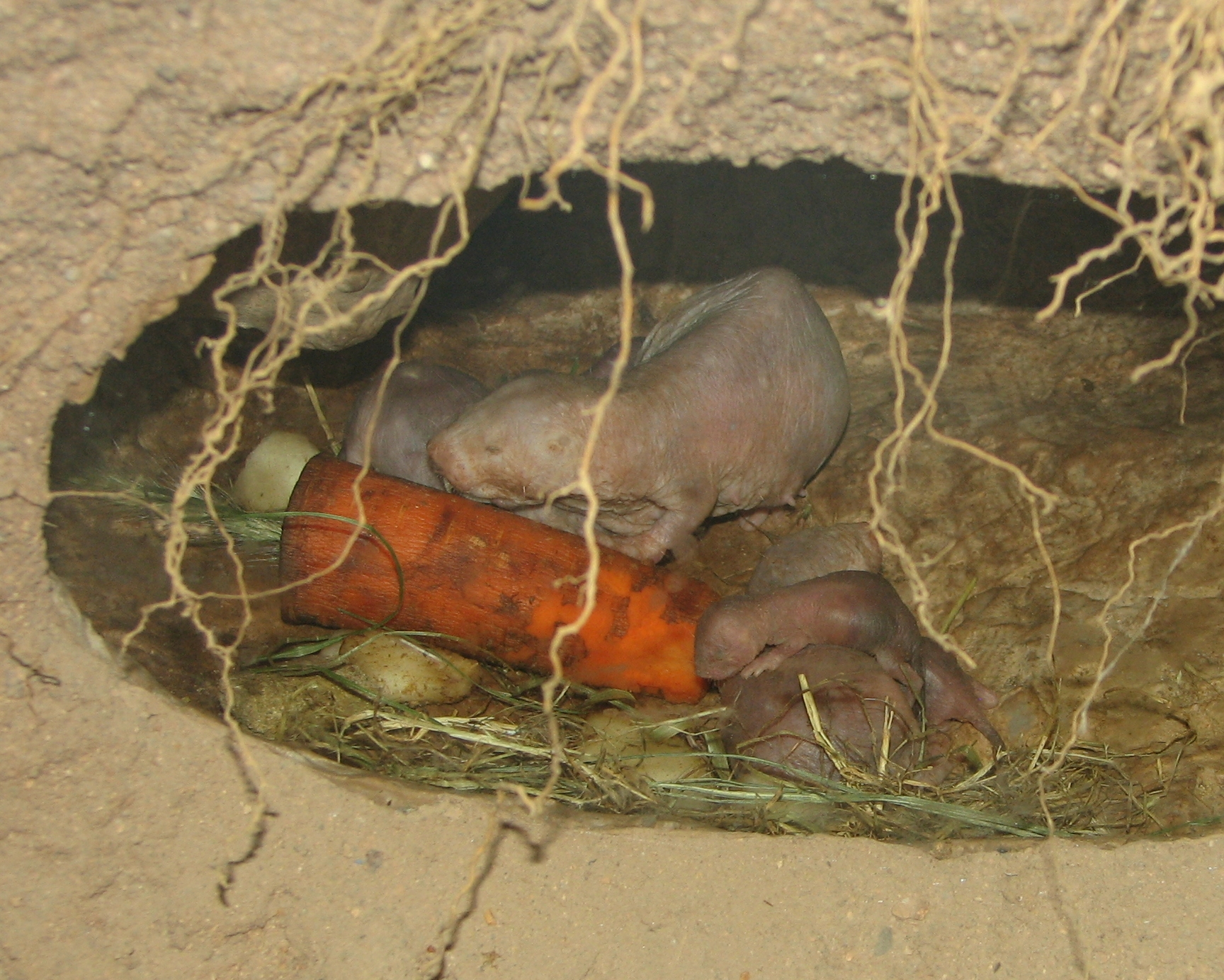
Rat-taupe nu adulte et ses petits dans leur terrier.
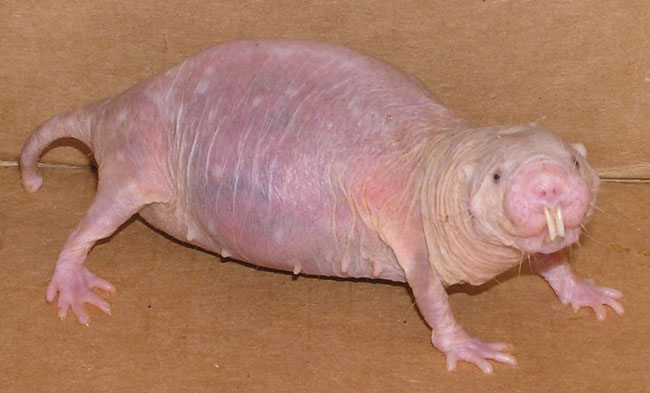
« Reine » gestante.

## Particularités remarquables

### Organisation sociale
Le Rat-taupe nu est l'une des trois seules espèces connues de mammifères eusociaux, avec le Rat-taupe de Damara (Cryptomys damarensis) et le Rat-taupe hottentot (Cryptomys hottentotus). Son système de colonie rappelle celui des insectes sociaux comme les fourmis, les termites et les abeilles : une unique et énorme reine s'occupe de la reproduction, et les autres individus sont répartis en différentes classes, comme les ouvrières, les nourrices, les soldats et le harem de mâles. Une colonie comprend de 70 à 300 individus, qui coopèrent pour le forage des galeries et le déblaiement de la terre, avec une répartition précise des rôles et pour certains un système de roulement. Leur fonctionnement social particulier fait que les individus à l'intérieur d'une colonie sont très proches génétiquement, étant tous issus de la même mère et d'une poignée de mâles reproducteurs.
En 2020, une analyse des vocalisations de près de 170 rats-taupes appartenant à 7 colonies montre que chaque colonie possède son propre dialecte, et que chaque membre d'une colonie distingue le dialecte de sa colonie de ceux des autres.
Les rats-taupes nus n'ont que peu de prédateurs, notamment des serpents comme Rhamphiophis oxyrhynchus et Eryx colubrinus et des rapaces. Leur plus grand ennemi est le froid. En effet, comme ils vivent dans des galeries où la température est stable, ils ne produisent pas de chaleur pour réguler la température de leur corps, ce qui diminue considérablement leurs besoins nutritifs. Pour limiter leur déperdition de chaleur lors des baisses de température, ils se regroupent en masse.

#### Reproduction
La constitution du groupe est remarquable pour un mammifère, une seule femelle, la « reine », étant capable de se reproduire alors que les autres femelles restent bloquées à un stade prépubère. Lorsque la reine meurt, les autres femelles arrivent à la maturité sexuelle en une semaine et se livrent alors à une concurrence effrénée et mortelle pour atteindre le statut dominant.
La reine s'accouple avec un groupe de quelques mâles reproducteurs (un à trois mâles, ses frères ou ses fils) avec lesquels elle entretient des relations stables. Son corps est complètement déformé pour pouvoir accueillir des portées prolifiques : beaucoup plus grosse que les autres membres de la colonie, elle est grabataire pendant ses (fréquentes) gestations, et sa colonne vertébrale arquée augmente la capacité de son utérus. Les autres individus de la colonie participent à l'élevage des jeunes (comportement alloparental (en) qui serait acquis sous l'influence d’une hormone, l'estradiol, en ingérant les matières fécales de la reine), au percement des galeries, à la récolte de nourriture et défendent le système de terriers. Les « soldats », les « ouvriers » et les autres rôles sont morphologiquement distincts (on parle de « polymorphisme social »), cas unique parmi les vertébrés. Les capacités sexuelles des membres non reproducteurs de la colonie sont bloquées par les phéromones, contenues dans l'urine de la reine, et par son comportement agressif qui réprime durement toute tentative d'insubordination.
La gestation est d'environ 70 jours et la reine peut avoir 5 portées par an. La taille des portées est d'une douzaine de petits mais peut monter jusqu'à 27 (nombre le plus élevé jamais observé chez des mammifères).
L'espérance de vie dans la nature est inconnue, mais, chez la reine, elle est supérieure à 20 ans, voire 30 ans en captivité, sans que les limites en soient actuellement connues. Il s'agit d'un record absolu pour un rongeur, à mettre en partie sur le compte de leur métabolisme simple et lent, et de gènes particuliers de résistance au cancer. Mais la durée de vie des ouvriers serait dix fois moins longue.

### Longévité exceptionnelle
Le rat-taupe nu peut vivre une trentaine d'années en captivité, alors que les souris, par exemple, vivent en moyenne 4 ans. L'espèce présente de nombreux signes de néoténie : une étude portant sur plus de 3 000 rats-taupes nus ne décèle aucun signe tangible de vieillissement (comme une modification de la composition corporelle et une baisse du métabolisme basal, de la densité osseuse et de la fertilité) et montre que leur risque de mourir au bout d'un temps donné ne dépend pas du sexe ni du statut social et n'augmente pas avec l'âge alors que chez l'homme, par exemple, ce risque double tous les 8 ans à partir de 40 ans. Les rats-taupes nus présentent une résistance naturelle à la plupart des pathologies liées à l'âge qu'on observe chez les autres mammifères (cancers, maladies neurodégénératives, maladies cardiovasculaires et maladies métaboliques).
La résistance au cancer serait due à deux facteurs. Le premier est la particularité unique parmi les mammifères de pouvoir régénérer ses neurones du système nerveux central après une lésion axonale, comme le font les poissons et les grenouilles.
Le second facteur est l'adaptation génétique du rat-taupe à son environnement souterrain. En effet, le rat-taupe nu produit une grande quantité d'acide hyaluronique qui rend sa peau plus élastique et épaisse et lui évite de se blesser lors de ses activités dans les tunnels. La relation entre la forte concentration d'acide hyaluronique et l'absence de tumeurs malignes chez le rat-taupe nu est démontrée, en 2013, par Vera Gorbunova et Andrei Seluanov de l'université de Rochester, à New York, dans une étude publiée dans Nature. D'abord intrigués par l'aspect visqueux des cellules étudiées, ils se sont rendu compte que la masse moléculaire de l'acide hyaluronique présent chez le rat-taupe nu est cinq fois supérieure à celle de l'Homme ou de la souris. Cette substance agit comme une sorte de cage autour des molécules de la matrice extracellulaire et isole ainsi le développement de tumeurs potentielles. Afin de vérifier leurs hypothèses, les chercheurs ont séquencé le génome du rat-taupe nu dans le but d'isoler le gène responsable de la production d'acide hyaluronique et ensuite d'en bloquer la production. Une fois la production stoppée, des tumeurs se développent et le rat-taupe nu n'est plus immunisé contre le cancer.
En second lieu, la biosynthèse des protéines dans les cellules du rat-taupe nu serait presque parfaite, laissant très peu de place à l’erreur.
Toutefois, en 2016, deux individus vivant en captivité ont tout de même développé un cancer.
Le risque de mortalité du rat-taupe nu demeurant constant au cours de la vie de l'animal, l'espèce est classée parmi celles qui ont une sénescence négligeable.

### Insensibilité à la douleur
Les rats-taupes nus semblent par ailleurs souvent insensibles à la douleur, ne produisant pas le neurotransmetteur de la douleur appelé « substance P » : les tests réalisés avec des acides, des brûlures ou d'autres types d'agressions n'ont provoqué aucune réaction de fuite chez ces animaux. La douleur peut cependant leur être induite par voie chimique, les rats-taupes produisant des récepteurs fonctionnels à la substance P : il suffit de la leur administrer pour provoquer une réaction de douleur.
Il a été proposé que ce caractère soit relié à l'environnement faible en O2 et riche en CO2 du rat-taupe nu. Ces rongeurs vivent en groupes relativement importants confinés dans des tunnels peu ventilés. Une concentration élevée en CO2 pouvant mener à l'acidose des tissus, certains chercheurs suggèrent que l'insensibilité des nocicepteurs à l'acide leur permette d'éviter les douleurs autrement engendrées.

### Métabolisme et respiration
Les rats-taupes nus sont capables de survivre à une privation totale d'oxygène pendant 18 minutes. Ils perdent connaissance, mais retrouvent une activité normale et sans séquelles une fois l'air revenu. Cette particularité serait due à un métabolisme spécifique du fructose, qui le transforme en énergie sans consommer d'oxygène,.
Ses poumons sont sous-développés et son hémoglobine a une forte affinité pour l'oxygène, ce qui augmente l'efficacité de son absorption,,. Son rythme respiratoire et métabolique est très lent pour un animal de sa taille, environ 70 % de celui d'une souris, ce qui lui permet de consommer très peu d'oxygène. En cas de faim prolongée, son métabolisme peut être réduit jusqu'à 25 %. Le rat-taupe nu survit au moins 5 heures dans un air contenant seulement 5 % d'oxygène ; il ne présente aucun signe significatif de détresse et poursuit une activité normale. Il peut vivre dans une atmosphère contenant 80 % de CO2 et 20 % d'oxygène. Dans une atmosphère sans oxygène, il peut survivre 18 minutes apparemment sans souffrir (mais aucun individu n'a survécu à un test de 30 minutes). Durant la période anoxique, il perd connaissance, son rythme cardiaque chute d'environ 200 à 50 battements par minute et sa respiration s'arrête, hormis quelques tentatives sporadiques.
Privé d'oxygène, l'animal utilise le fructose par glycolyse anaérobie, produisant de l'acide lactique. Cette voie n'est pas inhibée par l'acidose, contrairement à la glycolyse du glucose,. En 2017, on ignorait comment le rat-taupe nu survit à l'acidose sans lésions tissulaires.

### Thermorégulation
Le rat-taupe nu ne régule pas sa température corporelle comme les mammifères. Ce sont des thermoconformateurs plutôt que des thermorégulateurs : contrairement aux autres mammifères, sa température corporelle suit la température ambiante de façon presque entièrement ectothermique (à sang froid). La relation entre la consommation d'oxygène et la température ambiante passe d'un modèle poïkilotherme typique à un mode homéotherme lorsque la température atteint ou dépasse 29 °C À des températures inférieures, les rats-taupes nus peuvent utiliser la thermorégulation comportementale. Par exemple, les rats-taupes nus qui ont froid se regroupent ou recherchent les parties peu profondes de leurs terriers, réchauffées par le soleil. À l'inverse, lorsqu'ils ont trop chaud, ils se réfugient dans les parties plus profondes et plus fraîches de leurs terriers.

## Alimentation

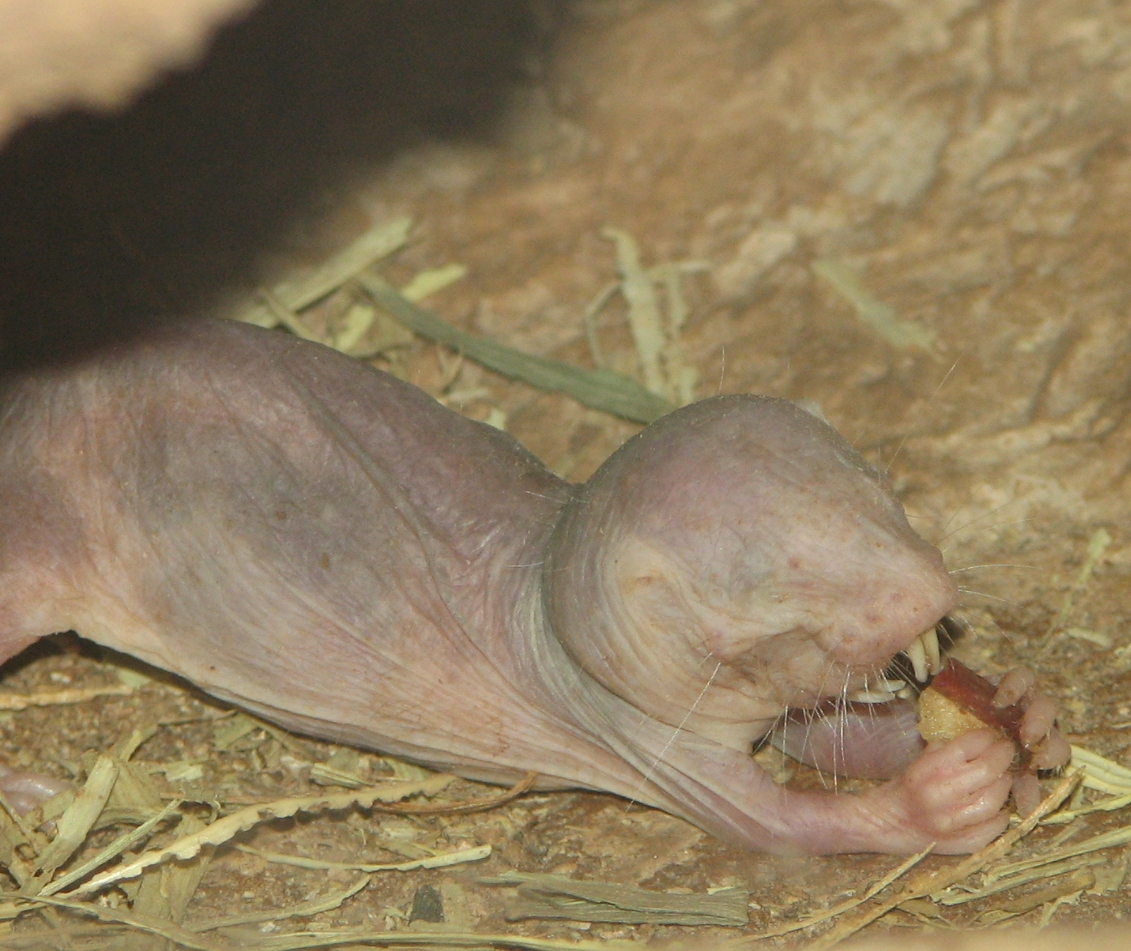
Rat-taupe nu en train de se nourrir

Leur régime alimentaire est végétarien et ils consomment les racines charnues des plantes de savane. Ces racines leur fournissent aussi l'eau dont ils ont besoin, ce qui les dispense de boire (ce qui est exceptionnel chez les vertébrés). Ils peuvent se révéler des ravageurs redoutables si la colonie est installée sous une zone cultivée.
Ils pratiquent la cæcotrophie, comme cela se rencontre chez certaines espèces non ruminantes dont le régime alimentaire est à base de cellulose : pour mieux digérer leur nourriture, ils réabsorbent une partie de leurs déjections, les autres étant nettoyées par des insectes qui vivent en symbiose dans leurs galeries (des carabidés). Ce système leur permet d'optimiser le rendement de leurs apports nutritifs.

## Systématique
L'espèce a été décrite pour la première fois en 1848 par le naturaliste allemand Wilhelm Peter Eduard Simon Rüppell, quelques années après avoir créé le genre Heterocephalus. Ce n'est qu'en 1957 que Stuart Omer Landry créa à son tour la sous-famille monotypique des Heterocephalinae pour y classer ces deux taxons.
Selon Mammal Species of the World (version 3, 2005)  (28 déc. 2012) et ITIS (28 déc. 2012) :
- sous-famille Heterocephalinae Landry, 1957
  - genre Heterocephalus Rüppell, 1842
    - espèce Heterocephalus glaber Rüppell, 1848

## Le rat-taupe nu dans la fiction
Dans la série télévisée d'animation Kim Possible, diffusée entre 2002 et 2007 sur Disney Channel, l'héroïne est accompagnée d'un rat-taupe nu nommé Rufus. On le retrouve aussi dans les téléfilms d'animation dérivés de la série, Kim Possible : La Clé du temps (2003) et Kim Possible, le film : Mission Cupidon (2005). Dans le roman japonais de Yūsuke Kishi, ainsi que son adaptation en anime, Shin Sekai Yori, les rats-taupes nus ont évolué et sont devenus une espèce sentiente connue sous le nom d'extraneratus.
Les jeux Fallout 1, 2, 3, Fallout: New Vegas et Fallout 4 intègrent, parmi nombre de créatures mutantes, des rats-taupes géants.